# Microbotryum major
Microbotryum major är en svampart som först beskrevs av Joseph Schröter, och fick sitt nu gällande namn av G. Deml & Oberw. 1982. Microbotryum major ingår i släktet Microbotryum och familjen Microbotryaceae.   Inga underarter finns listade i Catalogue of Life.